# 絶景
『絶景』（ぜっけい）は、2018年4月28日、2019年4月24日に発売されたヒカシューのライブ・アルバム。

## 概要
本作には、2016年12月25日に代官山UNITにて開催されたイベント「ヒカシューの絶景クリスマス」の音源が収録されていると共に、初回盤にはその模様を収めたDVDが付属。DVD付属盤が2018年、その後2CDのみの通常盤が2019年に発売。DVD付属盤は現在廃盤となっており、市場でも高額で取引されていたが、2022年1月21日に公式よりBlu-ray Discでの映像の再発が発表された。
先行発売は2022年2月23日、一般発売は2022年3月16日予定。なお、ハイレゾ音源での配信がOTOTOYより2017年12月25日にCDに先行して始まっている。
ゲストとして、P-MODELのリーダーである平沢進、あふりらんぽ、そしてこの企画のキューピッターであるケラが参加。ヒカシューと平沢の共演は1990年のP-MODELのライブ以来である。

## 収録曲
CD1
1. 筆を振れ、彼方くん
2. 生きること
3. 入念
4. にわとりとんだ
5. テングリ返る
6. もったいない話
7. 天国を覗きたい
8. ニョキニョキ生えてきた
9. びろびろ

ゲスト：あふりらんぽ:7,8,9
CD2
1. レトリックス＆ロジックス
2. ダメかな!?
3. 20世紀の終りに
4. 庭師KING
5. グローバルシティの憂鬱
6. ミサイル
7. パイク
8. RUKTUN OR DIE
9. ナルホド
10. 美術館で会った人だろ
11. プヨプヨ
12. ボーナス・トラック：ヒカシュー＆P-MODELメドレー(ラヴ・トリートメント～ダイジョブ～アルタネイティブ・サン～いまわし電話～ルージング・マイ・フューチャー～「ラヴ」ストーリー)

ゲスト：平沢進:4,5,6,7,8,9,10,11・ケラ・伏見蛍:12
DVD
1. 筆を振れ、彼方くん
2. 入念
3. 天国を覗きたい
4. ニョキニョキ生えてきた
5. 庭師KING
6. グローバルシティの憂鬱
7. ミサイル
8. パイク
9. ナルホド
10. マスク
11. 美術館で会った人だろ
12. プヨプヨ

## 参加ミュージシャン
ヒカシュー
- 巻上公一（歌、テルミン、コルネット、尺八）
- 三田超人（ギター、歌）
- 坂出雅海（エレクトリックベース）
- 清水一登（キーボード、バスクラリネット）
- 佐藤正治（ドラムス）

ゲスト
- あふりらんぽ
  - ONI（歌、ギター）
  - PIKA（歌、ドラムス）
- 平沢進（歌、ギター）
- ケラ（歌）
- 伏見蛍（ギター）